# 1261

## Догађаји
- 13. март – Нимфејски уговор: Цар Михаило VIII Палеолог потписује трговински и одбрамбени споразум са Ђеновском републиком, како би уравнотежио млетачко присуство у региону. Ђенова пристаје да се савезничи са Никејским царством, пружајући флоту од до 50 галија током планиране никејске опсаде Царства, док 16 галија треба одмах да буде послато против Латинског царства.
- 25. јул — Алексије Стратигопул, царски војсковођа Михаила VIII Палеолога, је ушао у небрањени Константинопољ, чиме је престало да постоји Латинско царство. Цар Балдуин II успева да побегне у делове Грчке које су још увек држали Латини, али Цариград је заувек изгубљен.
- 15. август – Михаило VIII Палеолог тријумфално улази у Цариград и крунисан је за цара Византијског царства у Светој Софији. Да би учврстио своје претензије, легитимни владар, Јован IV Ласкарис, ослепљен је по Михаиловом наређењу 25. децембра, на његов 11. рођендан. Михаило га прогони у манастир и удаје његове две сестре за мање латинске и бугарске племиће у покушају да истреби династију Ласкариса.
- Кублај-кан ослобађа 75 кинеских трговаца који су заробљени дуж границе Монголског царства. Тиме се Кублај нада да ће ојачати своју популарност и зависити од сарадње својих кинеских поданика како би осигурао да његова војска добије више ресурса.
- 13. јун – Ел-Мустансир II постаје први абасидски владар у Каиру (након бекства током опсаде Багдада). Султан Бајбарс га шаље са војском да поврати Багдад, али је убијен у монголској заседи близу Анбара (данашњи Ирак), 28. новембра. Абасидски калифи настављају да буду верске фигуре за Мамелуке у Египту до 16. века.
- 12. јун – Краљ Хенри III од Енглеске добија папску булу којом се ослобађа заклетве да ће одржавати одредбе Оксфорда. Ангажује војску од 300 француских витезова као телохранитеље и заузима положај у Лондонској кули. Он отпушта баронске званичнике који желе да се краљевска моћ модификује принципом представљања. Ово поставља темеље за Други баронски рат.
- Август – Битка код Калана у Ирској: Норманске снаге под командом Џона ФицТомаса поражене су од галске војске коју је предводио краљ Фингин МакКартај. Џон Фицџералд је убијен током борби.
- Фебруар – Јапанска ера Буноа се завршава и почиње ера Кочоа током владавине 11-годишњег цара Камејаме (до 1264).
- 25. мај – Папа Александар IV умире након шестогодишњег понтификата у Витербу. Наследио га је папа Урбан IV као 182. папа Католичке цркве.
- 29. август – Папа Урбан IV нуди круну Сицилије Карлу Анжујском, најмлађем сину француског краља Луја VIII, надајући се да ће ојачати његов положај.

### Август
- 15. август — Михајло VIII Палеолог у Константинопољу је крунисан за византијског цара.

## Смрти
- Папа Александар IV

- Бартол Франкопан

- Исак Дукa Ватац